# Rochie mulată

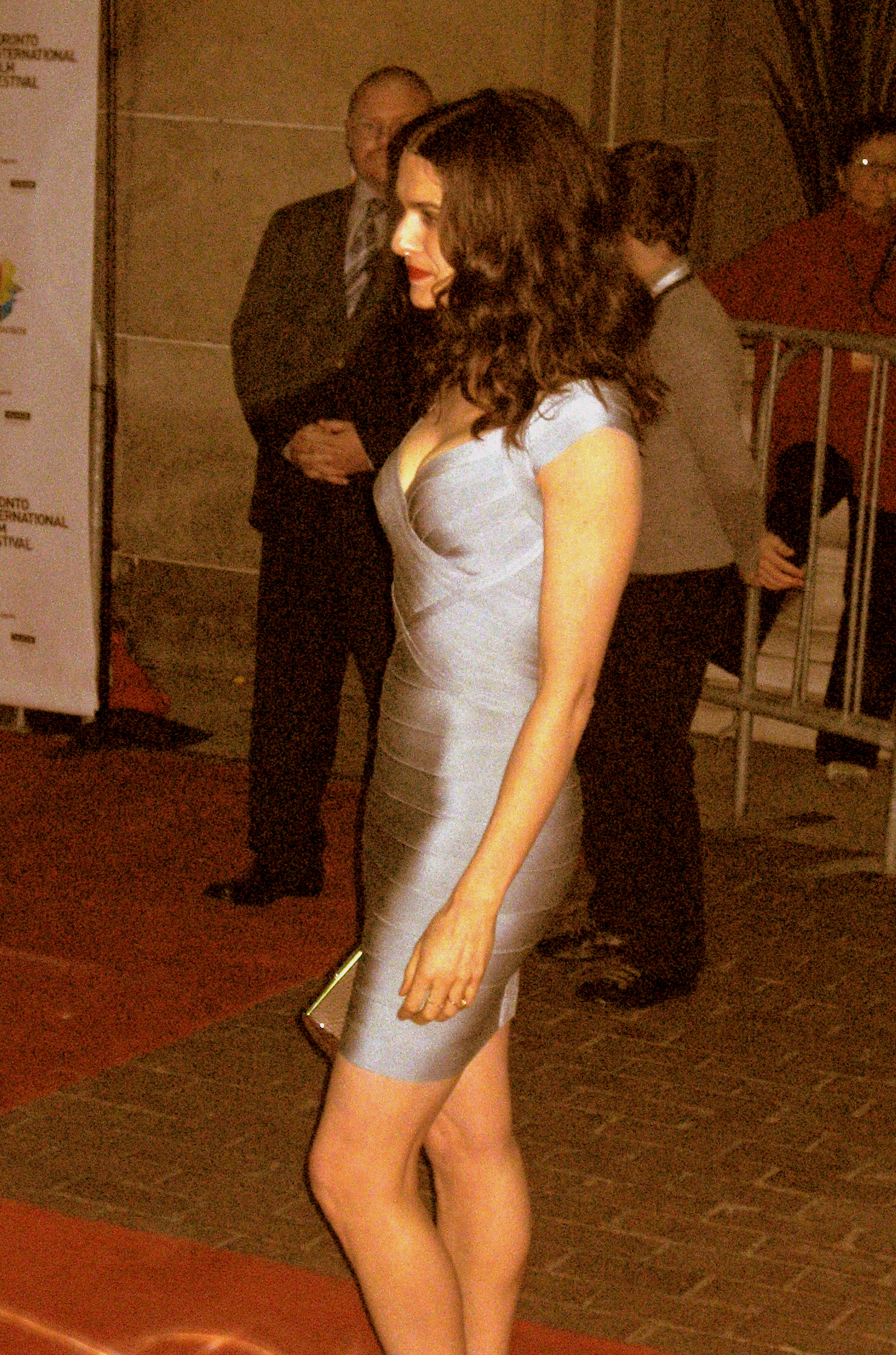

O rochie mulată este o rochie care se pliază pe corp, fiind o ținută preferată în special de modele și vedete în anii 90'.
Exemple de rochii mulate se pot găsi încă din anii '60, începând de la Paco Rabanne, care a creat o rochie mulată din metal și plastic, o rochie strâmta pe corp și mai puțin confortabilă decât variantele moderne de rochii mulate.
În 1980 a avut loc prima prezentare a unei colecții de rochii mulate a designerului Azzedine Alaia.
Chiar dacă nu a fost creatorul inițial al acestui stil de rochie, Hervé Léger⁠(en)[traduceți] este cel care a popularizat acest tip de rochie, creații de-ale sale fiind purtate de multe din starurile și modelele anilor '90.